# Expertní rozhovor
Expertní (z lat. expertus = zkušený, vyzkoušený, osvědčený) rozhovor je strukturovaný hloubkový rozhovor (interview) a zároveň jedna z metod sociologického výzkumu, konkrétně metoda kvalitativní. Kvalitativní metody se pokoušejí sbírat detailní data úžeji vymezeného problému, jež umožní hlubší porozumění jednotlivým jevům sociálního života. Expertní rozhovor jako způsob sdílení vědomostí popsali jako první Neill McKee, Dr. Hermann Tillman a Dr. Maria Salas v publikaci Visualization in Participatory Programmes Manual (1993).
Cílem expertního rozhovoru je získat informace od kompetentní osoby, jež se danou problematikou zabývá. Zpravidla se jedná o člověka – experta, tedy nositele kvalifikované, odborné informace, který má v určitém oboru jak teoretické znalosti, tak praktické zkušenosti a průběžně se v oboru dále vzdělává. Přičemž akademická kvalifikace není nutností. Rozhovor s respondentem může uvést předmět zkoumání do nových souvislostí, ke kterým by jakýmkoli jiným sociologickým výzkumem nebo jiným postupem nebylo možné dojít.
Důležitou roli při dotazování hrají kvalitně a srozumitelně formulované otázky. Rozhovor by měla vést vzdělaná osoba, například psycholog či sociolog. Na tazatele by měly být kladeny vysoké nároky z důvodu odbornosti interview. Délka expertního interview se pohybuje mezi 45 a 90 minutami.

## Expert
O expertním rozhovoru existuje metodologická příručka s názvem Das Expert interview. Jejími autory jsou Bogner Littig a Menz. Pro informaci, která je předmětem expertního rozhovoru, je příznačné, že jí nelze dosáhnout jinými metodami. Důležitým faktorem je motivace a schopnost spolupráce experta, který musí být schopen informaci sdílet. Dle sociologů Meusera a Nagela „je to člověk zodpovědný za rozvoj, fungování nebo kontrolu jistého řešení a strategie. Rovněž má primární přístup k informacím o skupinách lidí anebo průběhu zkoumaného procesu. Znalosti experta nejsou neutrální, nýbrž jsou součástí sociologické debaty. Při tvorbě expertního rozhovoru je nezbytné klást důraz na výběr expertů a interpretaci výsledného rozhovoru.” 

## Expertní znalost má tři dimenze
1. Technická dimenze. Jedná se o velmi specifickou znalost v oboru. Je kladen důraz na průběh rozhovoru a související obory s daným tématem.
2. Procesní dimenze. Expert je přímý účastník rozhovor. S daným tématem rozhovoru má bezprostřední zkušenost.
3. Vysvětlující dimenze. Je subjektivní interpretace pravidel a relevance.[1]

## Rozlišujeme tři typy expertního rozhovoru
1. Explorativní, neboli výzkumný. Jde o úplně první vhled do nového problému, umožňuje jeho lepší strukturalizaci. Příprava rozhovoru může být nestrukturovaná. Neklade se důraz na srovnatelnost nebo spojování informací.
2. Systematizující. Zaměřuje se na jedinečnost expertní znalosti. Informace, ke které se dostaneme prostřednictvím tohoto typu rozhovoru, není přístupná jinou cestou. Na rozdíl od explorativního rozhovoru, je zde důležitá srovnatelnost či agregace informace. Zaměřujeme se na systematickou a všezahrnující informaci. Přestože je předem daný detailní seznam témat rozhovoru, může respondent přijít s informací novou a zajímavou. Mnoho interview má podobný průběh, abychom poté mohli porovnat nasbíraná data.
3. Interview generující teorii. Používá se tehdy, je-li zapotřebí více než jeden informační zdroj. Soustředí se na motivy, běžnou praxi a zdůrazňuje přesvědčení, která mají dopad na fungování expertů a systému. Soustředí se spíše na fungování expertů než na jejich znalosti.[1]

## Typy tazatelů
- Tazatel je také expert. Vztahy a komunikace během rozhovoru je symetrická. Tazatel používá formu dialogu a zajímá se o hlubší kontext. V tomto případě je výhodou odbornost rozhovoru, interakce a vyhodnocování informací. Nevýhodou pak může být velmi úzce pojaté téma plné technických detailů, které mohou být pro obyčejného člověka nadbytečné.

- Tazatel se nepohybuje na daném expertním poli, ale je expertem v jiném oboru. Tazatel není znalý v terminologii. Průběh rozhovoru je stejný jako v případě, že má tazatel odborné znalosti. Výhodou je sofistikované vysvětlení informace.

- Tazatel není expertem ani v daném oboru, ani v žádném dalším, a přesto expertní rozhovor vede. V tom případě probíhá interview asymetricky a neznalost tazatele staví do výhody dotazovaného. Otázky jsou obecné, povrchní, mnohdy naivní, ale někdy mohou vygenerovat rozmanitější odpověď – sebevědomý respondent se snaží podrobně vše vysvětlit. Mnohdy tazatel ztrácí vedení rozhovoru, který se tak často mění v monolog – respondent však může být nerovnocenností svého partnera i demotivován. V tomto případě se jedná o explorativní interview. Teorii generuje v případě, že je zaměřeno na motivy a normy.[1]

## Modely tazatelů

### Tazatel – autorita
Komunikace je asymetrická ve prospěch tazatele. Rozhovor má institucionální pozadí a vysokou odbornost. Styl dotazování je více autoritativní, otázky jsou frekventovanější a kritičtější. Výhodou této situace je, že respondent je více expresivní. Tento model však není doporučován z toho důvodu, že tazatel by se mohl vyhýbat jistým tématům nebo některé informace zamlčet. Z formálních hledisek se mu však někdy nelze vyhnout.

### Tazatel – spojenec
V tomto modelu zaujímají jak tazatel, tak dotazovaný stejné stanovisko . Účastníci mají společný zájem, stejné zážitky a vedou dialog. Otázky i odpovědi jsou neformální a probíhají různými způsoby. Výhodou je důvěra mezi partnery, která umožní přístup k důvěrným informacím, na druhou stranu ale pravděpodobně nedojde na protiargumentaci.

### Tazatel – potenciální kritik
V tomto případě je dotazování kritické a zaujaté. To se projevuje verbálně i neverbálně, dialog je narušený. V rozhovoru se střídají kritické otázky s krátkými odpověďmi. Výhodou tohoto rozhovoru je detailní zdůraznění respondentova stanoviska, a může být zajímavý ke generování teorie.

## Fáze expertního rozhovoru
Expertní rozhovor se skládá ze dvou částí, jež druhá je rozdělena do čtyř fází:

### Příprava experta
Před samotným výzkumem je nutné kontaktovat experta a seznámit ho s jednotlivými body, kterých se bude výzkum týkat, vysvětlit mu postup a jednotlivé typy interview a cíle následné elicitace. Expert má možnost klást otázky a požadavky a celý rozhovor tak usměrnit, aby byl přijatelný pro obě strany. Je nutné brát v potaz motivaci a názor dotazovaného, aby byla jeho účast na výzkumu co nejpřínosnější.

### Elicitační proces
Jedná se o sérii kroků, které se liší úrovní podrobností, které z každé fáze výzkumník získává. Tento postup se průběžně upravuje podle toho, jak práce s expertem probíhá a kam se vyvíjí.

#### 1. První fáze
V první fázi se výzkumník snaží získat informace vyšší úrovně a expert v ní podává určitý přehled o dané problematice. Dotazovaný se volně a časově neomezeně vyjadřuje k obecnějším otázkám a aktuální situaci. Tato fáze napomáhá výzkumníkovi, aby si lépe urovnal klíčové otázky, koncepty a strategie, kterým se bude později věnovat detailněji. Díky této fázi má výzkumník možnost, připravit se na možné těžkosti a nesrovnalosti, které mohou v následné analýze nastat. V této fázi nejde o detailnější rozbor problematiky, ale o fakta, základní koncepty a pochopení expertova přístupu.

#### 2. Střední fáze
V této fázi využívá výzkumník předem připraveného strukturovaného rozhovoru (resp. rozhovoru s návodem) a zaměřuje se na detailnější fakta a aspekty znalostí experta. Úkolem výzkumníka je určit hloubku znalostí, které potřebuje od dotazovaného získat a udržet ji a musí mít pod kontrolou průběh rozhovoru – směrování, doplňující a prohlubující otázky, držení se tématu, ale tak, aby měl expert prostor pro obsáhlé vyprávění.

#### 3. Analýza
Výzkumník popisuje a zkoumá získaná data pomocí dostupných analytických technik (zakotvená teorie, mapování znalostí, tematická analýza aj.) a následně vytvořit určitou reprezentaci znalostí dotazovaného experta.

#### 4. Ověření
Po vytvoření modelu znalostí a jednání experta je možné provést tzv. ověření, tedy testování pomocí hlasitého myšlení. Tato fáze spočívá v tom, že se expertovi zadá nějaký úkol a on má nahlas přemýšlet při postupu jeho řešení, uvažování a akce v průběhu úkolu. Výzkumník může toto jednání porovnat se získanými daty a ověřit si zda vyvrací nebo potvrzuje získaný model znalostí.